# Она заставила их сделать это
«Она заставила их сделать это» (англ. She Made Them Do It) — канадский криминальный телефильм режиссёра Гранта Харви, основанный на реальных событиях. В главных ролях снялись Дженна Дуан, Маккензи Филлипс и Стив Бачич. Премьера состоялась на канале Lifetime Network в декабре 2012 года.

## Сюжет
В Индиане студентка Сара Джо Пендер попадает в тюрьму после того, как её бойфренд Рик убил двух её соседок по комнате. Она утверждает свою невиновность. После того, как одна из её апелляций была отклонена, она сбегает с помощью тюремного охранника Скотта Спитлера и своей подруги Джейми Лонг. Федеральный маршал Шон Харлан безуспешно преследует её и вынужден полагаться на помощь телешоу «America's Most Wanted».
- Дженна Дуан — Сара Джо Пендер
- Маккензи Филлипс — Джейми Лонг
- Стив Бачич — Шон Харлан, федеральный маршал
- Грейстон Холт — Рик Халл
- Эйприл Телек — Мими Лундт
- Эндрю Эйрли — Боб Хопнер
- Рэйчел Хэйуорд — Джули Роджерс
- Джесси Мосс — МакКоркл
- Брэдли Страйкер — мужчина